# Campeonato Sudamericano Femenino Sub-17 de 2008
El Campeonato Sudamericano Femenino Sub-17 de 2008 fue la I edición de este torneo, disputada en Chile entre el 12 y el 30 de enero de 2008. El campeonato se jugó en las subsedes de Melipilla, Peñalolén y Villarrica, entre las selecciones nacionales femeninas sub-17 de todos los países cuyas federaciones están afiliadas a la Conmebol. Además, los tres primeros lugares consiguieron la clasificación a la Copa Mundial Femenina de Fútbol Sub-17 de 2008, también la primera en su categoría.

## Sedes
Para el torneo, se utilizaron los estadios de las ciudades de Melipilla y Peñalolén para la primera fase, y Villarrica para la fase final. En un principio, la ANFP había llegado a un preacuerdo con los municipios de Algarrobo y El Quisco para organizar el torneo, pero luego declinó, tras darse cuenta de que estos municipios no podían ofrecer lo solicitado por el torneo.
| Melipilla                | Villarrica                      | Peñalolén                              | Melipilla Villarrica Peñalolén |
| ------------------------ | ------------------------------- | -------------------------------------- | ------------------------------ |
| Roberto Bravo Santibáñez | Estadio Municipal de Villarrica | Complejo Deportivo del Banco Santander | Melipilla Villarrica Peñalolén |
| Capacidad: 6 500         | Capacidad: 3 000                | Capacidad: 600                         | Melipilla Villarrica Peñalolén |
|                          |                                 |                                        | Melipilla Villarrica Peñalolén |

## Participantes
Participaron las diez selecciones nacionales de fútbol afiliadas a la Conmebol, divididas en dos grupos:
| Equipos participantes | Equipos participantes | Equipos participantes | Equipos participantes | Equipos participantes |
| --------------------- | --------------------- | --------------------- | --------------------- | --------------------- |
| Argentina             | Bolivia               | Brasil                | Chile                 | Colombia              |
| Ecuador               | Paraguay              | Perú                  | Uruguay               | Venezuela             |

## Resultados
- Los horarios corresponden a la hora de Chile (UTC-3).

### Grupo A
| Equipo    | Pts | PJ | PG | PE | PP | GF | GC |
| --------- | --- | -- | -- | -- | -- | -- | -- |
| Argentina | 9   | 4  | 3  | 0  | 1  | 10 | 4  |
| Colombia  | 8   | 4  | 2  | 2  | 0  | 10 | 2  |
| Chile     | 5   | 4  | 1  | 2  | 1  | 6  | 6  |
| Ecuador   | 5   | 4  | 1  | 2  | 1  | 4  | 4  |
| Bolivia   | 0   | 4  | 0  | 0  | 4  | 2  | 16 |

| 12 de enero de 2008 | Chile       | 1:1 (0:1) | Ecuador     | Roberto Bravo Santibáñez, Melipilla                                     |                                                                         |
| 19:05               | Monrroy 50' | Reporte   | Vásquez 36' | Asistencia: 4.500 espectadores Árbitro(s): Alejandra Trucidos (Uruguay) | Asistencia: 4.500 espectadores Árbitro(s): Alejandra Trucidos (Uruguay) |

| 12 de enero de 2008 | Argentina                                               | 5:1 (3:0) | Bolivia   | Roberto Bravo Santibáñez, Melipilla                            |                                                                |
| 21:05               | Núñez 12' González 31', 38' Larroquette 82' Lezcano 90' | Reporte   | Eguez 72' | Asistencia: 4.500 espectadores Árbitro(s): Silvia Reyes (Perú) | Asistencia: 4.500 espectadores Árbitro(s): Silvia Reyes (Perú) |

| 14 de enero de 2008 | Chile                            | 4:0 (2:0) | Bolivia | Roberto Bravo Santibáñez, Melipilla                                  |                                                                      |
| 19:05               | Monrroy 12', 59', 68' Martín 84' | Reporte   |         | Asistencia: 4.500 espectadores Árbitro(s): Claudia Ortega (Paraguay) | Asistencia: 4.500 espectadores Árbitro(s): Claudia Ortega (Paraguay) |

| 14 de enero de 2008 | Ecuador      | 1:1 (1:1) | Colombia   | Roberto Bravo Santibáñez, Melipilla                                    |                                                                        |
| 21:05               | Palacios 15' | Reporte   | Rincón 34' | Asistencia: 4.500 espectadores Árbitro(s): Gabriela Bandeira (Uruguay) | Asistencia: 4.500 espectadores Árbitro(s): Gabriela Bandeira (Uruguay) |

| 17 de enero de 2008 | Bolivia     | 1:2 (0:0) | Ecuador                  | Roberto Bravo Santibáñez, Melipilla                                     |                                                                         |
| 19:05               | Zenteno 49' | Reporte   | Moreira 69' Palacios 78' | Asistencia: 4.500 espectadores Árbitro(s): Alejandra Trucidos (Uruguay) | Asistencia: 4.500 espectadores Árbitro(s): Alejandra Trucidos (Uruguay) |

| 17 de enero de 2008 | Argentina | 0:3 (0:2) | Colombia            | Roberto Bravo Santibáñez, Melipilla                                  |                                                                      |
| 21:05               |           | Reporte   | Ariza 17', 22', 59' | Asistencia: 4.500 espectadores Árbitro(s): Norma González (Paraguay) | Asistencia: 4.500 espectadores Árbitro(s): Norma González (Paraguay) |

| 19 de enero de 2008 | Chile        | 1:1 (0:1) | Colombia  | Roberto Bravo Santibáñez, Melipilla                                  |                                                                      |
| 19:05               | Ibacache 83' | Reporte   | Cosme 13' | Asistencia: 4.500 espectadores Árbitro(s): Claudia Ortega (Paraguay) | Asistencia: 4.500 espectadores Árbitro(s): Claudia Ortega (Paraguay) |

| 19 de enero de 2008 | Argentina      | 1:0 (1:0) | Ecuador | Roberto Bravo Santibáñez, Melipilla                                   |                                                                       |
| 21:05               | Larroquette 2' | Reporte   |         | Asistencia: 4.500 espectadores Árbitro(s): Gabriela Bandera (Uruguay) | Asistencia: 4.500 espectadores Árbitro(s): Gabriela Bandera (Uruguay) |

| 22 de enero de 2008 | Chile | 0:4 (0:2) | Argentina                                            | Roberto Bravo Santibáñez, Melipilla                            |                                                                |
| 19:05               |       | Reporte   | Núñez 1' Larroquette 3' Hernández 60' (p) Urbani 75' | Asistencia: 4.500 espectadores Árbitro(s): Silvia Reyes (Perú) | Asistencia: 4.500 espectadores Árbitro(s): Silvia Reyes (Perú) |

| 22 de enero de 2008 | Bolivia | 0:5 (0:3) | Colombia                                      | Roberto Bravo Santibáñez, Melipilla                                  |                                                                      |
| 21:05               |         | Reporte   | Rincón 7' Ariza 12' Vidal 20' Gaitán 75', 85' | Asistencia: 4.500 espectadores Árbitro(s): Norma González (Paraguay) | Asistencia: 4.500 espectadores Árbitro(s): Norma González (Paraguay) |

### Grupo B
| Equipo    | Pts | PJ | PG | PE | PP | GF | GC |
| --------- | --- | -- | -- | -- | -- | -- | -- |
| Brasil    | 12  | 4  | 4  | 0  | 0  | 12 | 3  |
| Paraguay  | 9   | 4  | 3  | 0  | 1  | 15 | 7  |
| Perú      | 6   | 4  | 2  | 0  | 2  | 5  | 9  |
| Uruguay   | 3   | 4  | 1  | 0  | 3  | 5  | 8  |
| Venezuela | 0   | 4  | 0  | 0  | 4  | 6  | 16 |

| 13 de enero de 2008 | Perú       | 1:4 (1:3) | Paraguay                                          | Complejo Deportivo del Banco Santander, Peñalolén |                                       |
| 19:05               | Ugarte 35' | Reporte   | Fernández 3' (p) Ruiz Díaz 12' 59' Villamayor 23' | Árbitro(s): Carolina González (Chile)             | Árbitro(s): Carolina González (Chile) |

| 13 de enero de 2008 | Brasil     | 1:0 (0:0) | Uruguay | Complejo Deportivo del Banco Santander, Peñalolén |                                       |
| 21:05               | Duarte 52’ | Reporte   |         | Árbitro(s): Adriana Correa (Colombia)             | Árbitro(s): Adriana Correa (Colombia) |

| 15 de enero de 2008 | Uruguay    | 1:4 (1:2) | Paraguay                                           | Complejo Deportivo del Banco Santander, Peñalolén |                                         |
| 19:05               | Castro 29' | Reporte   | Ruiz Díaz 6' Villamayor 25' González 76' Fernández | Árbitro(s): Jésica Di Iorio (Argentina)           | Árbitro(s): Jésica Di Iorio (Argentina) |

| 15 de enero de 2008 | Venezuela      | 2:3 (2:2) | Brasil                                    | Complejo Deportivo del Banco Santander, Peñalolén |                                      |
| 21:05               | Carmona 1', 6' | Reporte   | Franciele 28' Zaneratto 36' Fernandes 54' | Árbitro(s): Karina Triviño (Ecuador)              | Árbitro(s): Karina Triviño (Ecuador) |

| 18 de enero de 2008 | Perú      | 1:0 (0:0) | Uruguay | Complejo Deportivo del Banco Santander, Peñalolén |                                       |
| 19:05               | Lúcar 92' | Reporte   |         | Árbitro(s): Carolina González (Chile)             | Árbitro(s): Carolina González (Chile) |

| 18 de enero de 2008, 21:05 | Venezuela | 0:6 (0:4) | Paraguay                                                         | Complejo Deportivo del Banco Santander, Peñalolén |                                         |
|                            |           | Reporte   | González 4' Ruiz Díaz 9', 45' (p) Fernández 31', 61' Fleitas 48' | Árbitro(s): Jésica Di Iorio (Argentina)           | Árbitro(s): Jésica Di Iorio (Argentina) |

| 20 de enero de 2008 | Perú                            | 3:2 (2:2) | Venezuela              | Complejo Deportivo del Banco Santander, Peñalolén |                                      |
| 19:05               | Buck 25' Ugarte 39' Ramírez 86' | Reporte   | Nasser 16' Carmona 28' | Árbitro(s): Karina Triviño (Ecuador)              | Árbitro(s): Karina Triviño (Ecuador) |

| 20 de enero de 2008 | Brasil                                         | 5:1 (3:0) | Paraguay      | Complejo Deportivo del Banco Santander, Peñalolén |                                       |
| 21:05               | Franciele 19', 36' Raquel 43' Beatriz 57', 90' | Reporte   | Ruiz Díaz 64' | Árbitro(s): Adriana Correa (Colombia)             | Árbitro(s): Adriana Correa (Colombia) |

| 23 de enero de 2008 | Uruguay                                        | 4:2 (3:2) | Venezuela            | Complejo Deportivo del Banco Santander, Peñalolén |                                       |
| 19:05               | Montes de Oca 1' Castro 13', 65' Cardaccio 23' | Reporte   | Torres 9' Altuve 28' | Árbitro(s): Shirley Cornejo (Bolivia)             | Árbitro(s): Shirley Cornejo (Bolivia) |

| 23 de enero de 2008 | Brasil                             | 3:0 (1:0) | Perú | Complejo Deportivo del Banco Santander, Peñalolén |                                         |
| 21:05               | Beatriz 2' Mayara 58' Michelle 73' | Reporte   |      | Árbitro(s): Jesica di Iorio (Argentina)           | Árbitro(s): Jesica di Iorio (Argentina) |

## Fase final
| Equipo    | Pts | PJ | PG | PE | PP | GF | GC | Dif |
| --------- | --- | -- | -- | -- | -- | -- | -- | --- |
| Colombia  | 6   | 3  | 2  | 0  | 1  | 12 | 6  | 6   |
| Brasil    | 6   | 3  | 2  | 0  | 1  | 8  | 7  | 1   |
| Paraguay  | 3   | 3  | 1  | 0  | 2  | 7  | 10 | -3  |
| Argentina | 3   | 3  | 1  | 0  | 2  | 5  | 9  | -4  |

| 26 de enero de 2008 | Argentina                    | 2:1 (0:0) | Paraguay      | Estadio Municipal, Villarrica        |                                      |
| 20:05               | Larroquette 59' Espínola 75' | Reporte   | Fernández 89' | Árbitro(s): Karina Triviño (Ecuador) | Árbitro(s): Karina Triviño (Ecuador) |

| 26 de enero de 2008 | Brasil                              | 3:1 (3:1) | Colombia  | Estadio Municipal, Villarrica   |                                 |
| 22:05               | Raquel 5' Franciele 24' Fabiana 42' | Reporte   | Vidal 29' | Árbitro(s): Silvia Reyes (Perú) | Árbitro(s): Silvia Reyes (Perú) |

| 28 de enero de 2008 | Argentina         | 1:4 (0:3) | Colombia                           | Estadio Municipal, Villarrica         |                                       |
| 19:05               | Hernández 55' (p) | Reporte   | Cosme 14', 37' Vidal 18' Ariza 85' | Árbitro(s): Shirley Cornejo (Bolivia) | Árbitro(s): Shirley Cornejo (Bolivia) |

| 28 de enero de 2008 | Brasil   | 1:4 (1:0) | Paraguay                                         | Estadio Municipal, Villarrica            |                                          |
| 21:05               | Tuani 9' | Reporte   | Genés 76' Ruiz Díaz 80' Villamayor 85' Armoa 91' | Árbitro(s): Alejandra Trucidos (Uruguay) | Árbitro(s): Alejandra Trucidos (Uruguay) |

| 30 de enero de 2008 | Argentina               | 2:4 (1:2) | Brasil                                              | Estadio Municipal, Villarrica   |                                 |
| 20:05               | Urbani 24' González 60' | Reporte   | Franciele 32' Gómez 41' (ag) Beatriz 75' Raquel 80' | Árbitro(s): Silvia Reyes (Perú) | Árbitro(s): Silvia Reyes (Perú) |

| 30 de enero de 2008 | Colombia                                                                       | 7:2 (3:1) | Paraguay                 | Estadio Municipal, Villarrica         |                                       |
| 22:05               | Gaitán 8' Ariza 25' Sánchez 42' Vidal 52' Cosme 61' Rincón 69' (p) Salazar 85' | Reporte   | Villamayor 41' Genés 50' | Árbitro(s): Carolina González (Chile) | Árbitro(s): Carolina González (Chile) |

|                              |
| Bandera de Colombia          |
| Campeón Colombia 1.er título |

## Clasificados aNueva Zelanda 2008
| Bandera de Colombia | Bandera de Brasil | Bandera de Paraguay |
| Colombia            | Brasil            | Paraguay            |

## Estadísticas

### Tabla general de posiciones
A continuación se muestra la tabla general de posiciones:
| Pos. | Equipo    | Pts | PJ | PG | PE | PP | GF | GC | Dif. | Efect. |
| ---- | --------- | --- | -- | -- | -- | -- | -- | -- | ---- | ------ |
| 1    | Colombia  | 14  | 7  | 4  | 2  | 1  | 22 | 8  | 14   | 66,67% |
| 2    | Brasil    | 18  | 7  | 6  | 0  | 1  | 20 | 10 | 10   | 85,71% |
| 3    | Paraguay  | 12  | 7  | 4  | 0  | 3  | 22 | 17 | 5    | 57,14% |
| 4    | Argentina | 12  | 7  | 4  | 0  | 3  | 15 | 13 | 2    | 57,14% |
| 5    | Perú      | 6   | 4  | 2  | 0  | 2  | 5  | 9  | -4   | 50,00% |
| 6    | Chile     | 5   | 4  | 1  | 2  | 1  | 6  | 6  | 0    | 41,67% |
| 7    | Ecuador   | 5   | 4  | 1  | 2  | 1  | 4  | 4  | 0    | 41,67% |
| 8    | Uruguay   | 3   | 4  | 1  | 0  | 3  | 5  | 8  | -3   | 25,00% |
| 9    | Venezuela | 0   | 4  | 0  | 0  | 4  | 6  | 16 | -10  | 0%     |
| 10   | Bolivia   | 0   | 4  | 0  | 0  | 4  | 2  | 16 | -14  | 0%     |

### Goleadoras
| Jugadora            | Selección | Goles |
| ------------------- | --------- | ----- |
| Ruiz Díaz           | Paraguay  | 7     |
| Tatiana Ariza       | Colombia  | 6     |
| Beatriz             | Brasil    | 5     |
| Franciele           | Brasil    | 5     |
| Rebecca Fernández   | Paraguay  | 5     |
| Mariana Larroquette | Argentina | 4     |